# Аутолиза
Аутолиза (лат. lysis = растварање) је процес разарања ћелије где ћелијски ферменти отапају саму ћелију и њену непосредну околину. Почиње већ када слаби циркулација, па је отежан транспорт распадних продуката метаболизма, смањења пХ и активацијом ћелијских ензима који оштећују ћелију и околно ткиво. Као оптимална температура за развој аутолитичних процеса сматра се од 37-40 степени целзијусових. Ниске температуре је спречавају. Најповољнији пХ је између 4 - 6,7, док алкалана реакција спречава аутолитичне процесе, када почињу процеси труљења. Најбрже се распадају ткива са најинтензивнијим метаболизмом (епителне ћелије бубрежних каналића, хепатоцити, епител других жлезда). Везивно ткиво је најотпорније на аутолитичне процесе, а отпорне су и миофибриле.
Аутолитиско уништавање ћелија је ретко у живим организмима и обично се јавља у ћелијама повређених или умирлих ткива. Аутолизу покрећу лизозоми ћелије ослобађајући ензиме за варење који се налазе у цитоплазми. Она ћелију, заправо, почиње да вари.

## Примена
У прехрамбеној индустрији, аутолиза се користи код квасца, где се убијањем ћелија ензимима прекида врење. Користи се да се у том моменту додају различити укуси. За екстракт квасца, када се овај процес покреће додавањем соли, процес је познат и као пласмолиза.
У процесу израде ферментисаних напитака, аутолиза може да се употреби када се жели остварити њихова дуготрајност. Код пива, аутолиза изазива нежељени укус. Аутолиза у производњи вина често је непожељна, али у случају најбољих шампањца је витална компонента у стварању посебног укуса.